# Walter Edström
Walter Simon Edström  (i riksdagen kallad Edström i Göteborg), född 11 mars 1891 i Malmö, död 25 juli 1962 i Göteborg, var en svensk civilingenjör, direktör och riksdagspolitiker (högern).
Edström var ledamot av riksdagens andra kammare 1949–1956, invald i Göteborgs stads valkrets. Han blev ledamot av Ingenjörsvetenskapsakademien 1949.
Edström var under 1938-42 vice ordförande i GKSS.
Han är kusin med  J. Sigfrid Edström och farbror till Ingrid Edström och Per Simon Edström

## Utmärkelser
- Kommendör av Vasaorden (KVO)
- Kommendör av Förbundsrepubliken Tysklands förtjänstorden (KTyskRFO, 1956)